# Zélóták
A zélóták (görög: ζηλωτής, jelentése: fanatikusok, héber: קנאי kanai) politikai és vallási csoport volt az 1. században, Judeában. Irányzatuk a farizeizmus fanatikus szélsőségének tekinthető.
Valószínűleg a Kr. u. 6-7. évben „galileai Júdás” alapította a zélóták pártját, amely törvényhű, de nacionalista és egyúttal Róma-ellenes párt volt. Más vélemények szerint eredetük a Makkabeus-féle szabadságharcokig nyúlik vissza. A zélóták azért szakadtak le a farizeusokról, mert meg voltak róla győződve, hogy Izraelnek nem csak hinnie kell a maga eljövendő messiási idejében, hanem előidézésében kardot is kell rántania. Az idegen római uralom elleni felkelést szorgalmazó zélóták különösen radikális csoportját alkották a szikáriusok (sicariusok = orgyilkosok).
A zélóták nagy tiszteletben tartották a Tóra-tekercseket, és a törvény pontos megtartására igyekeztek. A szent föld szabadságáért küzdöttek, céljuk a Messiás eljövetelének siettetése volt, ezért a politikailag alkalmas pillanatot várták a harc kirobbantására. Vezetőik Jézus korában és kora után a jeruzsálemi szadduceus papi arisztokrácia köreiből származtak. A párt a farizeusok bal szárnyából tevődött össze. A Római Birodalomnak való adófizetést és a római császárért bemutatandó áldozatot elszántan ellenezték. A háborút, a hősi halált céljaik elérése érdekében igen fontosnak tartották, és harcaikban isteni segítségre számítottak. A farizeusi apokaliptika volt hatással rájuk: eszkatologikus militaristáknak nevezhetjük őket.
Főleg sivatagi rajtaütésekből tartották fenn magukat, ezért jellemezte őket F. Iosephus történetíró „rablók”-ként. Jézus is két zélóta között halt meg a kereszten (33 körül), akiket a római államhatalom elleni lázadás vádjával végeztek ki.
Fanatizmusuk folytonos rendzavarást keltett és fő oka volt a zsidó lázadás kitörésének 66-ban. Legkiválóbb vezérük Giszkhalai János, aki az ellenállást Galileában szervezte meg, aztán Jeruzsálemben létesített keménykezű vezérletet mindaddig, míg a rómaiak el nem pusztították a várost, a templommal együtt. Ez egyben az ókori zsidó állam végét is jelentette. A zélóták egy csoportja ezután még ellenállt Masszáda erődjében, Kr. u. 73-ig.